# Bertran IV de la Tour
Bertran IV de la Tour, nascut després de 1353, mort vers 1423, va ser senyor de la Tour i de Montgascon.
Era fill de Guiu de la Tour, senyor de la Tour i d'Oliergues, i de Marta Rogier de Beaufort, filla de Guillem II, senyor de Beaufort-en-Vallée i de Maria de Chambon, neboda del papa Climent VI (Pierre Rogier), i germana del papa Gregori XI.
Es va casar el 1389 amb la futura comtessa (va heretar després del 1422, just acabat de morir Bertran IV) Maria I d'Alvèrnia i II de Boulogne, filla de Godofreu d'Alvèrnia, senyor de Montgascon, i de Joana de Ventadour (Jofré era fill de Robert VII el Gran d'Alvèrnia, i va tenir:
- Bertran V († 1461), senyor de la Tour per herència del seu pare Bertran IV, després comte d'Alvèrnia el 1437 i baró de Montgascon, a la mort de Maria, la seva mare.

- Joana († 1426), casada el 1409 amb Berald III el Jove, delfí d'Alvèrnia († 1426).

- Isabel, casada el 1419 amb Lluís de Chalançon, vescomte de Polignac.

- Lluïsa, (1410 † 1472), casada el 1433 amb Claudi de Montagu, senyor de Couches († 1471)